# David Monahan
David Harold Monahan (* 13. August 1971 in North Olmsted, Ohio) ist ein US-amerikanischer Schauspieler und Drehbuchautor.

## Leben und Karriere
David Monahan wurde in North Olmsted, im US-Bundesstaat Ohio, geboren. Er besuchte die Bishop O’Connell High School in Arlington. Anschließend studierte er an der Harvard University, von der er einen Abschluss in Regierungswissenschaften erwarb.
Erstmals vor der Kamera war Monahan im Jahr 1999 in der Dokumentation This Is Not an Exit: The Fictional World of Bret Easton Ellis zu sehen. Im darauffolgenden Jahr wurde er für die wiederkehrende Rolle Tobey Barret in der Serie Dawson’s Creek besetzt, für die er für insgesamt sieben Episoden vor der Kamera stand. Von 2004 bis 2007 war er als Detective Matt Seely in einer Nebenrolle in Crossing Jordan – Pathologin mit Profil zu sehen. 2006 trat er als Bill Lebree in einer Nebenrolle im Filmdrama Neue Liebe, neues Glück auf.
Seit 2003 war Monahan regelmäßig in Gastrollen im US-Fernsehen zu sehen, etwa in Sabrina – Total Verhext!, Angel – Jäger der Finsternis, Navy CIS, Cold Case – Kein Opfer ist je vergessen, Supernatural, Criminal Minds, Springtown, Privileged, The Mentalist, Navy CIS: L.A., Dr. House, Rizzoli & Isles, Dexter, Revenge, Bones – Die Knochenjägerin und Doubt. 2010 war in einer Nebenrolle im schwarzhumorigen Film Miss Nobody zu sehen. 2012 wirkte er in einer Minirolle in Christopher Nolans The Dark Knight Rises mit. 2017 verkörperte Monahan in der ersten Staffel der HBO-Serie Big Little Lies die Rolle des Bernard.
Neben seiner Beschäftigung als Schauspieler, ist Monahan auch als Drehbuchautor für Fernsehserien aktiv. So war er von 2013 bis 2017 an allen vier produzierten Staffeln der Jugend-Sitcom Liv und Maddie als Staff Writer und Story Editor beteiligt, also unter anderem für die Koordination der Handlungsstränge. Er selbst schrieb zu insgesamt 11 Episoden der Serie die Bücher. 2018 und 2019 schrieb er Drehbücher zu Episoden der Seiren Insatiable und Life in Pieces. An diesen Serien war er auch jeweils als Produzent beteiligt.

## Persönliches
Monahan ist seit dem Jahr 2000 mit dem Schauspieler Larry Sullivan verheiratet. Sie sind Adoptiveltern eines Jungen.

## Filmografie (Auswahl)
als Darsteller
- 2000: The Last Supper (Kurzfilm)
- 2000–2001: Dawson’s Creek (Fernsehserie, 7 Episoden)
- 2001: The Geena Davis Show (Fernsehserie, Episode 1x18)
- 2003: Sabrina – Total Verhext! (Sabrina the Teenage Witch, Fernsehserie, Episode 7x13)
- 2003: Angel – Jäger der Finsternis (Angel, Fernsehserie, Episode 4x16)
- 2003: Navy CIS (NCIS, Fernsehserie, Episode 1x07)
- 2004–2007: Crossing Jordan – Pathologin mit Profil (Crossing Jordan, Fernsehserie, 21 Episoden)
- 2005: Cold Case – Kein Opfer ist je vergessen (Cold Case, Fernsehserie, Episode 2x18)
- 2005: The Mostly Unfabulous Social Life of Ethan Green
- 2006: Neue Liebe, neues Glück (Something New)
- 2006: Kalamazoo?
- 2007: Supernatural (Fernsehserie, Episode 2x13)
- 2008: Criminal Minds (Fernsehserie, Episode 3x17)
- 2008: Say Goodnight
- 2008: Swingtown (Fernsehserie, 3 Episoden)
- 2008: The Starter Wife – Alles auf Anfang (The Starter Wife, Fernsehserie, Episode 1x06)
- 2009: Privileged (Fernsehserie, 4 Episoden)
- 2009: Acts of Mercy
- 2009: The Mentalist (Fernsehserie, Episode 2x09)
- 2010: Navy CIS: L.A. (NCIS' Los Angeles, Fernsehserie, Episode 1x12)
- 2010: Dr. House (House M.D., Fernsehserie, Episode 6x21)
- 2010: Miss Nobody
- 2011: Rizzoli & Isles (Fernsehserie, Episode 2x02)
- 2011: Dexter (Fernsehserie, 2 Episoden)
- 2012: Revenge (Fernsehserie, Episode 1x11)
- 2012: The Dark Knight Rises
- 2013: The Client List (Fernsehserie, Episode 2x05)
- 2015: Bones – Die Knochenjägerin (Bones, Fernsehserie, Episode 10x17)
- 2017: Big Little Lies (Fernsehserie, 7 Episoden)
- 2017: Doubt (Fernsehserie, Episode 1x06)

als Drehbuchautor
- 2013–2017: Liv und Maddie (Liv and Maddie, 11 Episoden)
- 2018: Insatiable (2 Episoden)
- 2019: Life in Pieces (Episode 4x07)
- seit 2021: Ginny & Georgia (3 Episoden)